# Snøhetta
Snøhetta (норвежское произношение: [ˈsnø̀ːˌhɛtːɑ]) — норвежское архитектурное бюро с центральным офисом в Осло, Норвегия.

## История
Компания была создана в 1987 году норвежцем Кьетилем Торсеном (норв. Kjetil Thorsen) и группой молодых архитекторов. Они назвали её Snøhetta в честь самой высокой горы в национальном парке Доврефьелль-Сунндалсфьелла. В 1989 году они объединили усилия с нью-йоркским архитектором Крейгом Дайкерсом (англ. Craig Dykers), чтобы принять участие в конкурсе на проектирование замены Александрийской библиотеки (победивший проект Библиотека Александрина был завершён только в 2001 году).

## Награды
За Александрийскую библиотеку и Оперный театр в Осло компания Snøhetta получила премию World Architecture Award, а за Александрийскую библиотеку — премию Ага Хана в области архитектуры. После завершения строительства в 2008 году Оперный театр в Осло также был удостоен премии Миса ван дер Роэ, премии EDRA (Environmental Design Research Association) Great Places Award, Европейской премии за городское общественное пространство. В 2010 году под руководством Кьетиля Торсена работы Snøhetta по сохранению единства с окружающей средой были удостоены Глобальной премии за устойчивую архитектуру, как с международной точки зрения — за масштабные проекты, так и на местном уровне — за небольшие проекты.

## Работы

Оперный театр Осло
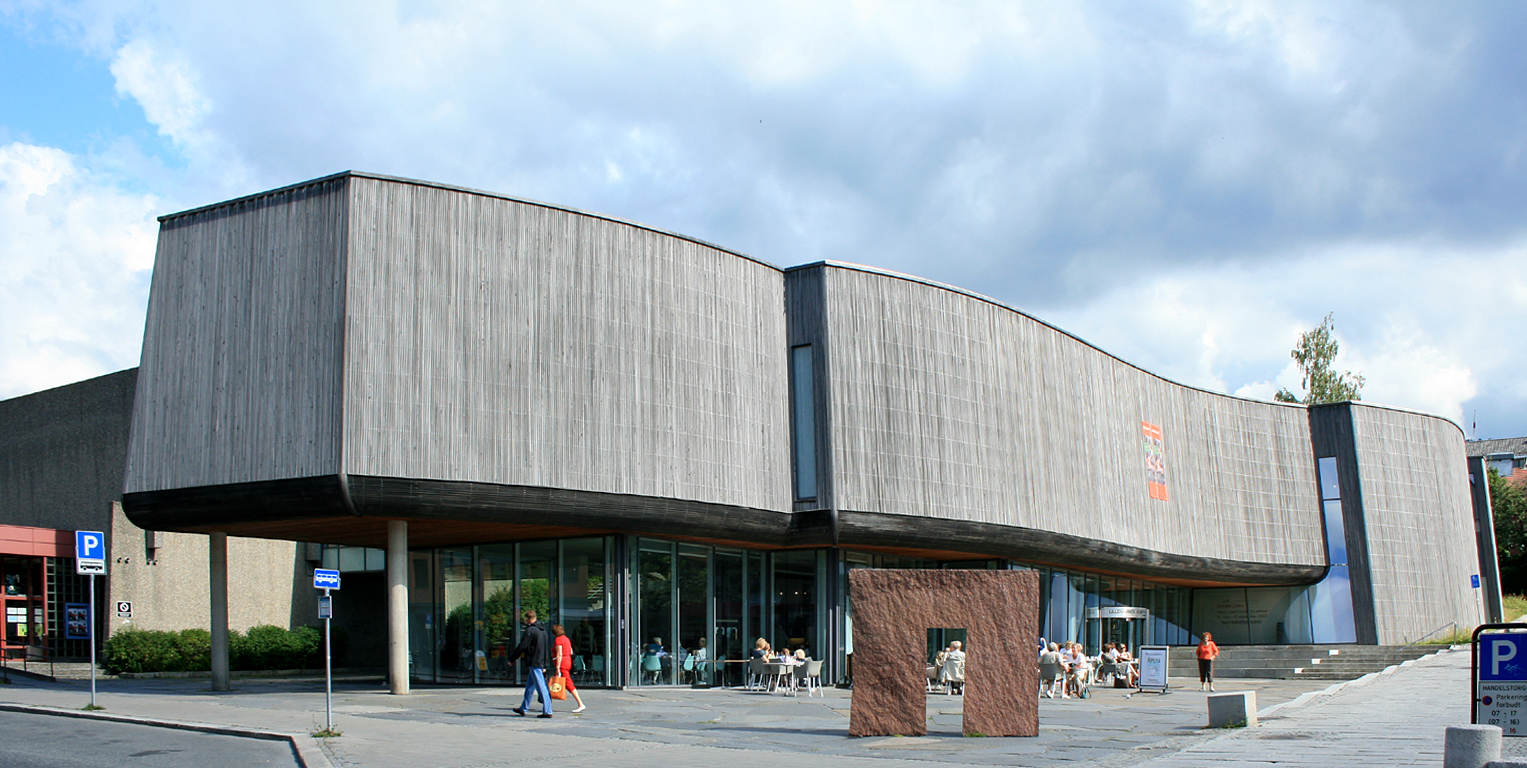
Художественный музей Лиллехаммера
Библиотека Александрина
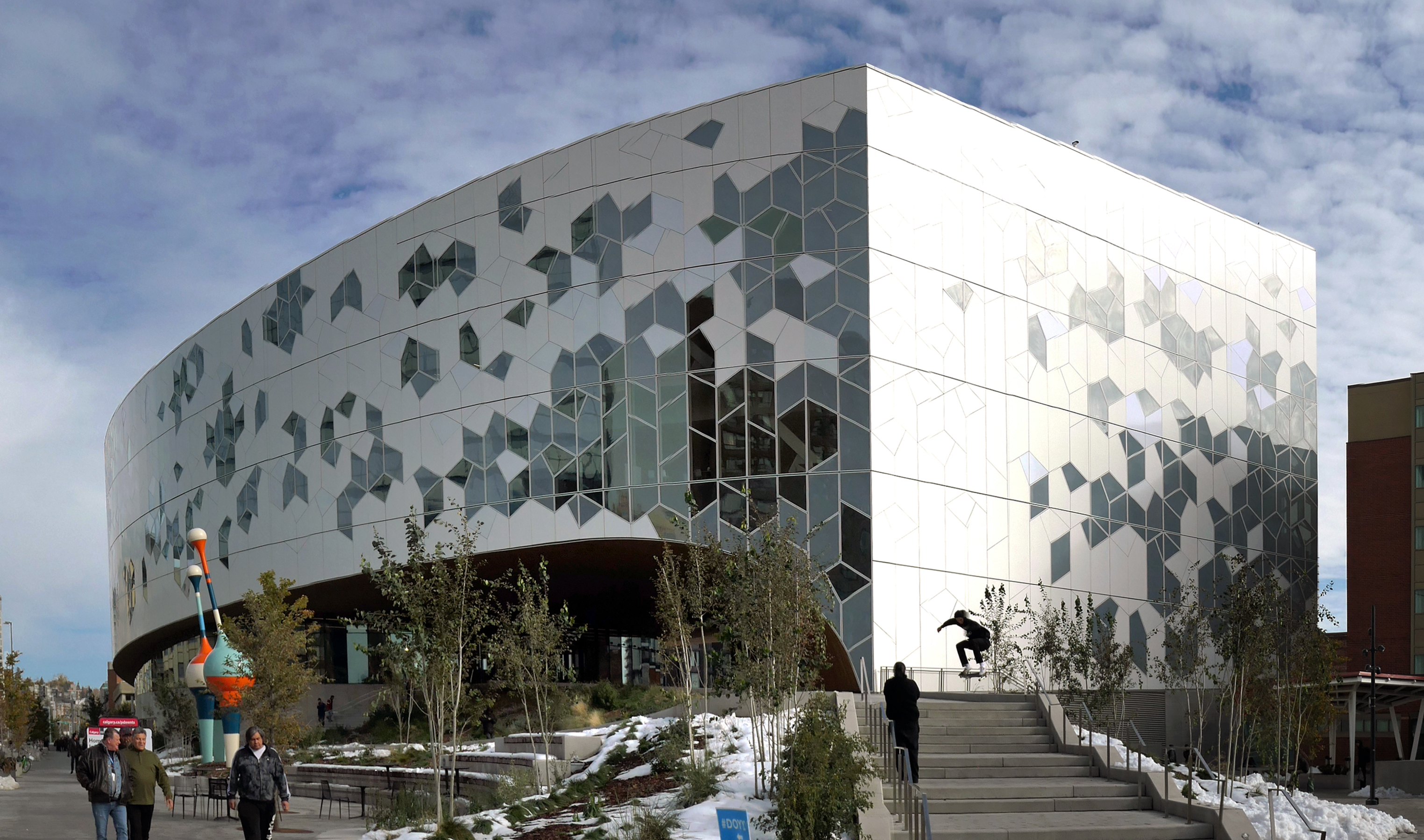
Центральная библиотека (Калгари)